# Elisabeth Adriani-Hovy
Elisabeth Marie Hendrika Adriani-Hovy (* 25. Januar 1873 in Amsterdam; † 7. November 1957 in Utrecht) war eine niederländische Malerin.

## Leben
Elisabeth Hovy wurde am 25. Januar 1873 in Amsterdam als drittes Kind des Rechtsanwalts Antoni Jan Hovy und Marie Baroness Taets van Amerongen. Nachdem Antoni Hovy 1879 unheilbar erkrankt war, zog seine Frau mit den Kindern nach Utrecht, wo ihre Mutter und ihre Schwestern lebten. Elisabeth Hovy besuchte keine Schule, sondern wurde gemeinsam mit ihrer älteren Schwester Bella zu Hause unterrichtet. Dabei lag ein Schwerpunkt auf Sprachen. Unterricht im Zeichnen und der Aquarellmalerei erhielten sie vom Maler Ernst Witkamp. Bereits im Alter von drei Jahren begann sie zu zeichnen und zu ihrem sechsten Geburtstag bekam sie ein Skizzenbuch geschenkt. Nach dem frühen Tod ihrer Schwester liebte sie mit ihrer Mutter und ihren Brüdern Louis, Antoni Jan und Jakob und zwei Diener in dem Haus in Utrecht.
Es sind zahlreiche Zeichnungen des Hauses erhalten geblieben. Darunter Zeichnungen der Fassade und einem Innenraum, sowie ihrem Atelier. Die Zeichnungen entstanden in den 1890er Jahren. Aus dieser Zeit datiert auch ein Pastellporträt von Nicolaas Beets, der drei Häuser weiter wohnte. Ihr Interesse galt früh historischen Gebäuden und vor allem Kirchenbauten. Eines ihrer frühen Werke ist ein Aquarell der östlichen Erweiterung der Domkirche aus dem Jahr 1890 und ein Innenraum der Buurkerk aus dem Jahr 1892.
Nach Ernst Witkamp hatte sie auch Unterricht bei weiteren Malern wie Hendrik Willebrord Jansen der zudem mit ihrer Cousine der Malerin Sophie Jacoba Wilhelmina Grothe, die zuvor auch seine Schülerin war, verheiratet war. Zu der Zeit hatte Elisabeth Hovy mit anderen ein Atelier angemietet. Jansen unterrichtete Malerei auf Leinwand und nahm seine Schüler auch mit in die freie Natur. Danach hatte sie bei Maurits van der Valk Unterricht. Bei ihm konzentrierte sie sich auf Radierungen. Wertvolle Studienobjekte dazu waren die gotischen Kirchen ihrer Umgebung, vor allem die Domkirche.
Durch den Zeichen- und Malunterricht konnte Elisabeth Hovy bereits einige Erfahrungen außerhalb des Elternhauses machen, die ihr ansonsten nicht möglich gewesen wären, zumal ihre Mutter diese Beschäftigung mit Sorge betrachtete. Durch ihren Bruder Louis lernte sie Johannes Hermanus Adriani kennen. Louis war mit Adriani, dem Sohn eines Pfarrers, der in Amsterdam Mathematik und Chemie studierte, befreundet. Nach der Hochzeit zogen sie in ein Haus in der Nieuwegracht 199. Dort hatte Elisabeth Adriani-Hovy von ihrem Atelier im ersten Stock einen Blick auf die Abstederbrug und das St.-Hieronymus-Haus. Ansichten, die sie mehrfach malte.
Kurze Zeit war Jan Adriani Lehrer am Christlichen Gymnasium. Danach Privatlehrer für Mathematik und Physik, sowie Direktor der „Vereeniging Lucasstichting“. Der Verein hatte einen Teil des Hauses Nieuwegracht 199 zur Unterbringung christlicher Medizinstudenten gemietet. Danach wurde Adriani Diakon der niederländischen reformierten Kirche und Sekretär des Utrechter Armenrats. Dazu vermietete er vier Zimmer im Erdgeschoss an die Gemeinde Utrecht. Adriani trat 1907 eine Reise nach Asien an. Dort sprach er auf der Konferenz der „World's Student ChristianFederation“ in Tokio. Er besuchte auch China und Korea. Elisabeth begleitete ihn auf dieser Reise. Es war eine von vielen Reisen, die sie gemeinsam machten. Außerdem unternahm sie mehrere Auslandsreisen mit ihrer Freundin Lous van Holthe tot Echten, die ebenfalls Malerin war. In Italien wohnte sie gerne bei einer anderen Freundin, Etha Fles, die Ende der 1990er Jahre dorthin gezogen war.
Sie war Mitglied der Künstlervereinigung Arti et Amicitiae und auch vor ihrer Heirat gehörte sie dem künstlerischen Umfeld Utrechts an. Dem Verein „Voor de Kunst“ trat sie 1895 bei. Er war kurz zuvor von Etha Fles gegründet worden, die mit anderen unzufriedenen Mitgliedern der Mal- und Zeichengesellschaft Kunstliefde abgespalten hatte. Da sich dort moderne Richtungen der Kunst nicht darstellen ließen. Die Mitglieder von „Voor de Kunst“ wollten die Freiheit, ihren eigenen, modernen Stil entwickeln zu können. Zur Sekretärin des Vereins wurde Adriani-Hovy im Jahr 1904. Für den Verein organisierte sie zahlreiche Ausstellungen im Vereinsgebäude.
Anfang des 20. Jahrhunderts lernte sie den Künstler und Kunstkritiker Henk Beerder kennen. Durch ihn bekam sie die Möglichkeit in der Kunsthalle am Smitsplein in Den Haag auszustellen. Im Februar/März 1919 hatte Adriani-Hovy dort eine Einzelausstellung. Beerder überzeugte sie auch zeitgemäßer zu malen. Nicht zu detailliert, sondern farbiger in einem Stil, der durch den französischen Maler Paul Cézanne geprägt worden war. Durch ihn bekam sie auch einen neuen Lehrer, den kubanischen Maler Raoul Martinez, bei dem sie am 1920 Malunterricht nahm. Aus dieser Zeit stammt ein ungerahmtes Ölgemälde auf Leinwand, eine Ansicht der Gebäude am Achter de Dom, die deutlich abstrahierter ist. Einen nachhaltigen Eindruck hatte Martinez jedoch nicht auf die Arbeit von Adriani-Hovy.
Elisabeth Adriani-Hovy starb am 7. November 1957. Ihr Mann Jan Adriani war bereits 1948 gestorben. Bis zuletzt lebte sie in ihrem Haus an der Nieuwegracht. Das Haus war bereits 1943 an den Goldschmied und Sammler Leo Hendrik Maria Brom verkauft worden unter der Bedingung, dass sie dort bis zu ihrem Tod leben dürfe. Alle ihre verbleibenden Arbeiten wurden ebenfalls an Brom verkauft. Es ist unklar, was aus diesen Werken wurde. Ein Großteil ihrer Werke jedoch wurde bei einer Nachlassauktion angeboten. Dadurch gelangte ihr Werk zu weiter Verbreitung. Ein Verzeichnis ihrer Werke existiert jedoch nicht. Was bei dieser Auktion nicht verkauft wurde, spendete Brom 1962 dem Zentralmuseum und dem Stadtarchiv von Utrecht. Das Museum erhielt neun Gemälde und das Archiv 135 Zeichnungen und Drucke, die dort als „E. Adriani-Hovy-Sammlung“ aufbewahrt werden.

## Werk
Elisabeth Adriani-Hovy widmete ihr Leben der Kunst. Ihre Themen waren vielfältig. Gerne malte oder zeichnete sie Stadtansichten und Kirchengebäude, aber auch Landschaften. Gesellschaftliche Themen fanden ebenfalls Niederschlag in ihren Werken. So malte sie Arbeiter, die in einer Töpferei am Vaartsche Rijn und einer Werft am Helling auf ihrer Drehscheibe Blumentöpfe herstellten und fertigte Zeichnungen des Männersaals und des Frauensaals des Männer- und Frauenhauses der Diaconie Oude im ehemaligen Stadtschloss Oudaen an der Oudegracht an. Menschen, die sie interessant fand, porträtierte sie. Da sie ihren Lebensunterhalt nicht durch die Malerei bestreiten musste, konnte sie sich durch die Freude an ihrer Arbeit leiten lassen.
In ihren späten Jahren malte sie vorwiegend Stillleben. Sie litt unter schmerzhaftem Rheuma in der rechten Hand, konnte keine großen Leinwände aufstellen und auch nicht im Freien malen. Sie brachte sich das Malen mit der linken Hand bei und nutze nun kleine Leinwände. Auftragsarbeiten nahm sie nun nicht mehr an, doch manchmal fertigte sie Porträts, wie im Hungerwinter 1944, als sie den Milchmann Dirk Hoogendoorn, einen bescheidenen fleißigen Menschen malte, der ihr trotz der Kälte im Winter weiterhin täglich Milch lieferte, wofür sich Elisabeth Adriani-Hovy stets mit heißem Kaffee bedankte.

## Ausstellungen
Nach der Ausstellung 1919 in der Kunsthalle am Smitsplein hatte Elisabeth Adriani-Hovy weitere Ausstellungen, zumeist waren es Gruppenausstellungen. Anlässlich ihres 60. Geburtstags erhielt sie 1933 eine Einzelausstellung durch den Verein „Voor de Kunst“ und sie erhielt die Ehrenmitgliedschaft im Verein. Weitere Einzelausstellungen folgen. Im Mai 1939 stellte sie im „Gerbrands‘ Kunstzaal“ eine Auswahl ihrer Zeichnungen und Gemälde aus. Eine letzte große Retrospektive fand im Dezember 1945 anlässlich ihres 70. Geburtstages statt. Eigentlich wäre der schon 1943 gewesen, doch aufgrund der deutschen Besatzung konnte erst nach dem Krieg diese Ausstellung stattfinden.